# Élection présidentielle américaine de 2020 en Géorgie
L'élection présidentielle américaine de 2020 en Géorgie a eu lieu le mardi 3 novembre 2020, dans le cadre de l'élection présidentielle américaine de 2020, à laquelle ont participé les 50 États ainsi que le district de Columbia. Les électeurs géorgiens ont choisi des grands électeurs pour les représenter au Collège électoral via un vote populaire, opposant le candidat du Parti républicain, le président sortant Donald Trump de Floride, et son colistier, le vice-président Mike Pence de l'Indiana, au candidat du Parti démocrate, l'ancien vice-président Joe Biden du Delaware, et sa colistière, la sénatrice Kamala Harris de Californie. La Géorgie dispose de 16 votes électoraux au Collège électoral.
Biden a remporté la Géorgie de justesse avec une pluralité de 49,47 % contre 49,24 % pour Trump, soit un écart de 0,23 % et 11 779 voix. Avant l'élection, la Géorgie était considérée comme un État clé (swing state) pour les élections présidentielle et sénatoriales (élection régulière de classe II au Sénat américain et élection spéciale) en raison de la croissance rapide et de la diversification des banlieues d'Atlanta, autrefois dominées par les républicains. Les sondages menés dans l'État tout au long de la campagne ont indiqué une course serrée, et avant le jour du scrutin, la plupart des médias considéraient la Géorgie comme un État indécis. Il s'agissait du seul État du Sud profond remporté par Biden, rendu possible par des changements démographiques significatifs au cours de la décennie précédente, en particulier dans la région métropolitaine d'Atlanta. Bien que la Géorgie conserve une légère tendance républicaine au niveau local, l'explosion démographique de sa capitale et de ses banlieues a fait d'elle un État pivot au niveau fédéral.
Comme dans d'autres États, Trump avait une avance initiale le soir de l'élection, car les votes en personne ont été comptés en premier ce jour-là, avant les votes par correspondance au cours des jours suivants. Biden a ensuite réduit l'écart tout au long de la semaine et a dépassé Trump le vendredi matin. Bien que le comté de Burke, majoritairement composé de minorités, près d'Augusta, ait basculé en faveur de Trump après avoir soutenu Hillary Clinton en 2016, Biden a amélioré les résultats de Clinton dans les comtés densément peuplés de la région métropolitaine d'Atlanta (Gwinnett, Cobb et Henry), augmentant ses pourcentages de vote de 50 %, 48 % et 50 % à 58 %, 56 % et 60 % respectivement – dans les trois cas, les meilleurs résultats pour un démocrate non géorgien depuis John Fitzgerald Kennedy en 1960.
Biden est devenu le premier démocrate à remporter l'État depuis Bill Clinton en 1992, le premier à remporter une élection à l'échelle de l'État en Géorgie depuis 2006, le premier à remporter un État du Sud profond depuis que Bill Clinton a remporté la Louisiane en 1996, et le premier à obtenir plus de 70 % des voix dans le comté de Fulton depuis Franklin Delano Roosevelt en 1944. Il était également le premier démocrate non sudiste à remporter un État du Sud profond depuis Kennedy en 1960. La Géorgie a été l'État le plus serré en 2020, le deuxième étant l'Arizona, marquant la première fois depuis 1948 que le candidat démocrate remportait ces deux États de la Sun Belt lors de la même élection présidentielle (Clinton ayant remporté chaque État lors d'élections distinctes).
En raison des marges serrées dans les résultats initiaux, le secrétaire d'État géorgien Brad Raffensperger a annoncé le 11 novembre qu'un recomptage manuel serait effectué. Le recomptage s'est achevé le 18 novembre, et Biden a été confirmé vainqueur le 19 novembre.
Trump a tenté sans succès d'inverser les résultats, allant jusqu'à défier Raffensperger lors d'un appel téléphonique largement médiatisé pour « trouver » 11 780 voix supplémentaires, soit exactement le nombre dont il avait besoin pour remporter l'État. Les actions menées par les alliés de Trump en Géorgie, y compris un projet visant à envoyer de faux grands électeurs au Congrès, font actuellement l'objet d'une enquête criminelle (en), qui a jusqu'à présent conduit à une mise en accusation de Trump et de ses alliés.

## Contexte
Pendant des décennies, la Géorgie a été un bastion républicain. Depuis 1992, aucun candidat démocrate n'avait remporté cet État lors d'une élection présidentielle. Cependant, des changements démographiques, notamment une croissance rapide de la population urbaine et des électeurs issus de minorités, ont contribué à transformer le paysage politique de la Géorgie.

## Résultats
| Inscrits                 | Inscrits                 | Inscrits                 | 7 026 276 |             |  |  |
| Abstentions              | Abstentions              | Abstentions              | 2 000 593 | 28,47 %     |  |  |
| Votants                  | Votants                  | Votants                  | 5 025 683 | 71,53 %     |  |  |
|                          |                          |                          |           |             |  |  |
| Bulletins enregistrés    | Bulletins enregistrés    | Bulletins enregistrés    | 5 025 683 |             |  |  |
| Bulletins blancs ou nuls | Bulletins blancs ou nuls | Bulletins blancs ou nuls | 25 723    | 0,51 %      |  |  |
| Suffrages exprimés       | Suffrages exprimés       | Suffrages exprimés       | 4 999 960 | 99,49 %     |  |  |
|                          |                          |                          |           |             |  |  |
|                          | Candidat                 | Parti                    | Suffrages | Pourcentage |  |  |
|                          | Joe Biden                | Parti démocrate          | 2 473 633 | 49,47 %     |  |  |
|                          | Donald Trump             | Parti républicain        | 2 461 854 | 49,24 %     |  |  |
|                          | Jo Jorgensen             | Parti libertarien        | 62 229    | 1,24 %      |  |  |
|                          | Autres candidats         | -                        | 2 244     | 0,04 %      |  |  |

## Analyse
L'action des organisations de terrain, notamment celle menée par Stacey Abrams et d'autres groupes pro-démocrates, a été déterminante. Ces efforts ont permis d'enregistrer des centaines de milliers de nouveaux électeurs, principalement parmi les jeunes et les minorités.
L'augmentation de la population dans les zones métropolitaines, comme Atlanta et ses banlieues, a favorisé les démocrates. Ces régions urbaines sont devenues des bastions pour le Parti démocrate.
Le taux de participation en Géorgie a atteint des sommets avec environ 71 %, reflétant l'intensité de la polarisation politique à l'échelle nationale, malgré une baisse par rapport à 2016, qui s'explique par la forte augmentation du nombre d'électeurs inscrits sur les listes électorales.

## Controverses et recomptages
La Géorgie est devenue un foyer de controverses post-électorales :
- Donald Trump et ses alliés ont affirmé, sans preuves, que des fraudes électorales massives avaient eu lieu.
- Trois recomptages ont été effectués, y compris un audit manuel des bulletins, confirmant la victoire de Biden. Le gouverneur républicain Brian Kemp et le secrétaire d'État Brad Raffensperger ont défendu l'intégrité du processus électoral, malgré les pressions de Trump.

## Conséquences politiques
L'élection de 2020 a bouleversé les attentes traditionnelles en Géorgie :
- Les démocrates ont consolidé leur position dans cet État, ce qui a également contribué à la victoire des deux candidats démocrates au Sénat lors des élections de janvier 2021.
- Les républicains, quant à eux, ont intensifié leurs efforts pour introduire des lois électorales plus restrictives, comme celles adoptées en 2021, critiquées par beaucoup comme étant des mesures de suppression des électeurs.